# Palazzo Michiel dalle Colonne

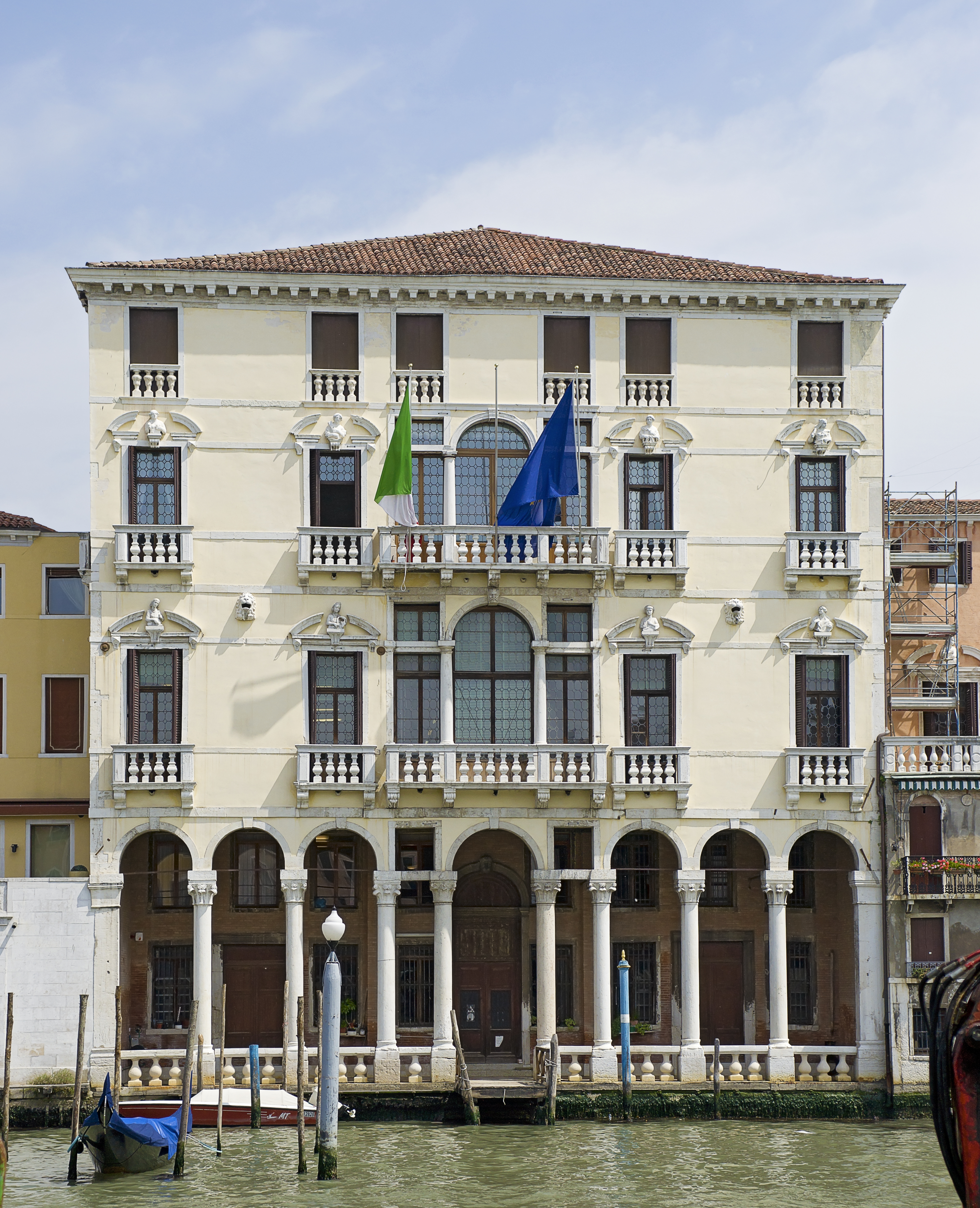
Palazzo Michiel dalle Colonne am Canal Grande

Palazzo Michiel dalle Colonne ist ein venezianischer Palast, der im Sestiere Cannaregio am Canal Grande liegt.

## Geschichte
Der Palast ist wahrscheinlich romanischen Ursprungs, gehörte ursprünglich der Familie Duodo und wurde in der Folgezeit mehrfach umgebaut.
Das heutige Erscheinungsbild erhielt der Palast in der zweiten Hälfte des 17. Jahrhunderts durch Umbau des gotisch-byzantinischen Vorgängerbaus im Besitze der Familie Zen durch Antonio Gaspari. Weitere Besitzer waren die Familien Michiel, Martinengo und Doná delle Rose. Seinen Namen dalle Colonne hat der Palast von dem Portikus des Wassergeschosses, der eine prächtige Loggia zum Canal Grande bildet. Die namensgebende Familie Michiel, eine der ältesten Adelsfamilien Venedigs, hat den Palast nur kurz, nämlich in den letzten 70 Jahren der Republik, besessen.
Das Gebäude ist heute im Besitz der Region Veneto, die um das Jahr 2000 große Restaurierungsarbeiten durchführen ließ.

## Beschreibung
Die barocke Fassade ist vollkommen symmetrisch und weist die typische Dreiteilung der älteren Paläste auf. Von dem ursprünglichen Bau wurde die Gliederung des Wassergeschosses übernommen. Wir sehen zwei in der Struktur identische piani nobili, wobei das zweite Stockwerk etwas niedriger ist. Alle Fenster sind mit Balustraden ausgestattet; die der 
piani nobili sind mit durchbrochenen Giebeln und kleinen Steinbüsten dekoriert. Im Inneren sind noch Teile der Stuckaturen sowie 1775 geschaffene Malereien von Michelangelo Morlaiter erhalten.